# Tontelea
Genre
Classification APG III (2009)
Synonymes
- Amphizoma Miers
- Custenia Neck. ex Steud.
- Custinia Neck.
- Daphnicon Pohl
- Salacia sect. Tontelea (Miers) Miers ex Loes.
- Salacia subg. Tontelea (Miers) Triana & Planch.
- Tonsella Schreb.[2]

Tontelea est un genre d'arbre néotropical appartenant à la famille des Celastraceae, dont l'espèce type est Tontelea attenuata Miers. Ce genre comprend aujourd'hui 25 espèces valides.

## Liste d'espèces
Selon The Plant List (18/11/2021) :

### Espèces valides
- Tontelea attenuata Miers
- Tontelea congestiflora (A.C.Sm.) A.C.Sm.
- Tontelea corcovadensis A.C. Sm.
- Tontelea coriacea A.C.Sm.
- Tontelea corymbosa (Huber) A.C. Sm.
- Tontelea cylindrocarpa (A.C.Sm.) A.C.Sm.
- Tontelea divergens A.C. Sm.
- Tontelea emarginata A.C. Sm.
- Tontelea fuliginea Lombardi
- Tontelea hondurensis A.C.Sm.
- Tontelea lanceolata (Miers) A.C. Sm.
- Tontelea laxiflora (Benth.) A.C.Sm.
- Tontelea leptophylla A.C. Sm.
- Tontelea martiana (Miers) A.C. Sm.
- Tontelea mauritioides (A.C.Sm.) A.C.Sm.
- Tontelea micrantha (Mart. ex Schult.) A.C. Sm.
- Tontelea miersii (Peyr.) A.C. Sm.
- Tontelea myrsinoides A.C. Sm.
- Tontelea nectandrifolia (A.C. Sm.) A.C. Sm.
- Tontelea passiflora (Vell.) Lombardi
- Tontelea petiolata (A.C. Sm.) Mennega
- Tontelea riedeliana (Peyr.) A.C. Sm.
- Tontelea sandwithii A.C.Sm.
- Tontelea tenuicula (Miers) A.C. Sm.
- Tontelea weberbaueri A.C. Sm.

### Noms non résolus
- Tontelea africana Willd.
- Tontelea aubletiana Miers
- Tontelea brasiliensis Spreng.
- Tontelea calypso Spreng.
- Tontelea chlorantha A.C.Sm.
- Tontelea crassifolia Spreng.
- Tontelea glomerata Spreng.
- Tontelea grandiflora Spreng.
- Tontelea madagascariensis Vahl
- Tontelea malpighiifolia G.Mey.
- Tontelea ovalifolia (Miers) A.C.Sm.
- Tontelea pyriformis G.Don
- Tontelea radula Spreng.
- Tontelea scabra Vahl
- Tontelea scandens Aubl.
- Tontelea trinervia Spreng.